# 布里真德 (英國國會選區)
布里真德（英語：Bridgend），英國國會一郡選區，包括威爾斯東南部布里真德郡級自治市西部沿海。始設於1983年。
本區自1987年以來一直支持工黨，此前支持保守黨。瑪德琳·穆恩在2010年大選中以53.8%選票勝出該區，成功連任。